# بگومگانج
بگومگانج (به لاتین: Begumganj) یک منطقهٔ مسکونی در بنگلادش است که در ناحیه نواکهلی واقع شده‌است. بگومگانج ۲۳۸٫۳۷ کیلومتر مربع مساحت و ۵۴۹٬۳۰۸ نفر جمعیت دارد.